# Tetehosisorowi
Tetehosisorowi is een bestuurslaag in het regentschap Nias Utara van de provincie Noord-Sumatra, Indonesië. Tetehosisorowi telt 989 inwoners (volkstelling 2010).